# Partido de la Confianza Nacional (Malasia)
El Partido de la Confianza Nacional (en malayo: Parti Amanah Negara) y conocido simplemente como AMANAH es un partido político malasio que aboga por una interpretación progresista de la religión islámica sin desvirtuarse de la idea del Islam político. Es considerado de este modo una organización demócrata islámica y de centroizquierda.
El partido fue fundado en 1978 como un partido marginal de izquierda, el Partido de los Trabajadores de Malasia (en malayo: Parti Pekerja-Pekerja Malaysia) que en agosto de 2015 fue entregado al Gerakan Harapan Baru (GHB), que se traduciría como Nuevo Movimiento de la Esperanza. El GHB era el sector más progresista del Partido Islámico Panmalayo (PAS), principal organización política islámica del país, y adquirió el PPPM luego de que fracasara en inscribir el Partido Progresista Islámico ante el Ministerio del Interior.
AMANAH es parte de la coalición oficialista Pakatan Harapan (Pacto de la Esperanza) tiene 11 diputados en el Dewan Rakyat, 34 en las Asambleas Legislativas Estatales y, como parte de la alianza, gobierna el estado de Malacca con Adly Zahari como Ministro Principal.